# Biagio Abrate
Biagio Abrate (Sant'Albano Stura, 8 novembre 1949) è un generale italiano, capo di stato maggiore della difesa dal 18 gennaio 2011 al 30 gennaio 2013.

## Carriera militare
Nato a Sant'Albano Stura l'8 novembre 1949.
Entrato nel gennaio 1969 alla Scuola militare alpina di Aosta come allievo ufficiale di complemento (54º corso), appena arriva in forza al battaglione "Cividale" come sergente allievo ufficiale, è ammesso all'Accademia Militare di Modena. Successivamente frequenta, con il grado di sottotenente di fanteria, la Scuola di Applicazione di Torino. Con il grado di tenente degli Alpini, viene quindi assegnato al battaglione "Bolzano", e nel 1975 viene trasferito con il grado di capitano al battaglione "Trento"; quattro anni più tardi assumerà l'incarico di comandante della 1ª compagnia AUC (allievi ufficiali di complemento) presso la Scuola militare alpina (oggi C.A.A., Centro addestramento alpino) di Aosta.
Dopo un incarico presso lo Stato maggiore dell'Esercito, nel 1990 assume il comando del battaglione "Bassano" e due anni più tardi torna ad Aosta in qualità di Capo di stato maggiore della Scuola. Promosso colonnello, comandò il Distretto Militare di Firenze e, poi ricoprì l'incarico di Capo del 1° Ufficio del Gabinetto del Ministro della Difesa.
Nel 1998 è assegnato in qualità di vicecomandante alla Brigata alpina "Taurinense", di cui diviene comandante il 30 ottobre 1999 con il grado di generale di brigata; dal 3 luglio al 3 novembre 2000 è inoltre comandante della "Multinational Brigade West" a Peć, in Kosovo. Il 12 novembre viene quindi nominato Capo di stato maggiore del Comando truppe alpine.
Dal 1º gennaio 2003, con la promozione a generale di divisione poi a generale di corpo d'armata, diviene Capo di Gabinetto del Ministro della difesa prima con Antonio Martino, quindi con Arturo Parisi ed infine con Ignazio La Russa, che lo nomina segretario generale della difesa e direttore nazionale degli armamenti.
Dopo la nomina del 30 novembre 2010, il 18 gennaio 2011 succede al generale Vincenzo Camporini come Capo di Stato Maggiore della Difesa.

### Formazione
Ha conseguito le qualifiche di Istruttore militare scelto di sci, di Istruttore militare scelto di alpinismo, di Guida alpina e di Alpinista accademico militare.
Tra il 1983 e il 1987 ha frequentato il 108º corso e il 108º corso superiore di stato maggiore, e nel 1995 l'Istituto alti studi della difesa; si è laureato e ha conseguito un master di II livello in Scienze strategiche, e si è inoltre laureato in Scienze politiche presso l'università di Torino.

### Periodici
- Il generale Biagio Abrate Capo di Stato Maggiore della Difesa, in UNUCI, n. 1/2, Roma, Unione Nazionale Ufficiali in Congedo d'Italia, gennaio-febbraio-marzo 2011,  p. 3.